# Oreste Ravanello
Oreste Ravanello (* 25. August 1871 in Venedig; † 2. Juli 1938 in Padua) war ein italienischer Organist, Komponist, Musikpädagoge, Musikschriftsteller und Zeitschriften-Herausgeber.

## Leben
Ravanello's Eltern waren beide Musikliebhaber: die Mutter eine Amateur-Pianistin, der Vater ein Liebhaber des Gesangs in der Baritonstimmlage; beide übertrugen ihm die musikalische Leidenschaft der Familie und bewirkten in ihm als Kind und als Heranwachsenden die Heranbildung außergewöhnlicher musikalischer Fähigkeiten. Zunächst hatte er Unterricht bei Paolo Agostini und A. Girardi am heimatlichen Liceo Benedetto Marcello, wurde dort aber "wegen mangelnder musikalischer Begabung" wieder entlassen. Im Schüleralter, ließ er sich dadurch aber keineswegs entmutigen, strafte diese professorale Kurzsichtigkeit Lügen, arbeitete allein weiter, wählte seine Lehrer selbst und ersetzte die Schule durch ein hartes privates Studium.
Seine Karriere entwickelte sich steil. Noch als Heranwachsender unterrichtete er Gesang und hatte er die Leitung der Scholae cantorum an verschiedenen venezianischen Pfarreien inne, während er zu Hause kleine Konzerte im familiären Rahmen veranstaltete. Mit 17 Jahren wurde er Organist bei der Cappella Marciana in Venedig. Mit 19 Jahren kämpfte er an der Seite von Giovanni Tebaldini im Zuge der Aktivität der cäcilianischen Bewegung leidenschaftlich für die Reform der geistlichen Musik, wobei er einer der überzeugtesten Pioniere und der herausragende Wortführer war. „In diesem Klima polemischer Diskussionen, des strengen Studiums, der Erforschung der Vergangenheit und der Beschreibung und Zusammenfassung alter klassischer Musik reifte er mit der Zeit zu einer künstlerischen Persönlichkeit heran, erreichte noch sehr jung ein beachtliches Niveau und drängte sich sehr früh an die Front der Reform an der Seite von Perosi, Bossi und Tebaldini sowie von anderen geschätzten Meistern“ (Maurizio Machella). Ab 1893 wurde er Direktor der Schola Lorenzo Perosi als Nachfolger von Tebaldini und 1895 erster Organist an der Basilika San Marco. Im Rahmen seiner künstlerischen Tätigkeit als Organist wurden die improvisierten Duelle an den beiden Orgeln von S. Marco (Epistelorgel von Gaetano Callido 1766, Evangelienorgel von William George Trice 1893), zeitweilig in Anwesenheit von Kardinal Giuseppe Sarto (dem späteren Papst Pius X.), auch außerhalb Venedigs sehr bekannt.
Im Jahr 1898 verließ er Venedig und wurde Direktor der Cappella Musicale della Basilica del Santo in Padua; dieses Amt übte er 38 Jahre lang aus. Im Jahr 1902 wurde er als Nachfolger von Marco Enrico Bossi Orgellehrer an dieser Schule; diese Tätigkeit übte er darüber hinaus ab dem gleichen Jahr auch am Konservatorium von Venedig aus. Von 1912 bis zu seinem Tod war er außerdem als Nachfolger von Cesare Pollini Direktor des Liceo musicale von Padua, und dank der Unterstützung des Komponisten Ottorino Respighi bekam diese Schule bald den Rang eines Konservatoriums.
Oreste Ravanello starb im Alter von fast 67 Jahren am 2. Juli 1938 in Padua.

## Bedeutung
Der Schwerpunkt seiner Tätigkeit lag in der Reform der Kirchenmusik zusammen mit Giovanni Tebaldini, Lorenzo Perosi, Giuseppe Terrabugio, Filippo Capocci und Luigi Bottazzo. In der Komposition geistlicher Musik war er einer der Schöpfer des liturgisch-musikalischen Stils, der von der Musik des 16. und 17. Jahrhunderts inspiriert war, basierend auf seinen gründlichen Studien der alten Polyphonie; hier ist auch seine Analyse des kompletten Werks von Palestrina hervorzuheben. Dieser von ihm entwickelte Stil wurde in Italien richtungweisend für eine Epoche von 70 Jahren bis in die 1960er Jahre, wo dann das Zweite Vatikanische Konzil (1963–1969) mit einer erneuten radikalen liturgischen Reform einen Bruch der vorangehenden Bewegung herbeiführte.
„In der Entwicklungsgeschichte der liturgischen Musik Italiens dieser Zeit bleibt der Name von Oreste Ravanello als einer starken und genialen Gestalt des Restaurators und Erneuerers bestehen. Seine geistlichen Werke sind ein Vorbild des Ebenmaßes, der harmonischen und kontrapunktischen Kunst, der edlen und einprägsamen melodischen Ader, der Kraft und expressiven Eleganz sowie der meditativen Ausdeutung der sakralen Texte, die er mit dem Gesang und mit der Orgel zu jeder Zeit der liturgischen Handlung herbeiführte“. (Maurizio Machella)
Der größere Teil seiner Kompositionen besteht aus Stücken vokaler und instrumentaler Ausführung für den liturgischen Gebrauch, wobei sich in ihnen die von Papst Pius X. geforderte formale Strenge zeigt. Eine gewisse Zahl von Ravanello's Orgelstücken sind für konzertante Aufführung bestimmt – Kompositionen, die mit vollem Recht als Eckpfeiler der damaligen zeitgenössischen italienischen Orgelmusik gelten können. Er veröffentlichte auch 2 Sammlungen pädagogischer Lehrwerke für das systematische Lernen dieses Instruments, außerdem theoretische Werke für die Begleitung des Gregorianischen Chorals und, in Zusammenarbeit mit Luigi Bottazzo, eine Lehrschrift mit dem Titel L'organista di chiesa (Der Kirchenorganist). Darüber hinaus war er Herausgeber der Zeitschrift Il repertorio pratico dell'organista liturgico.
Ravanello wurde als Improvisator, Organist und Projektierer von Orgeln hoch geschätzt und galt zusammen mit Marco Enrico Bossi als einer der größten italienischen Organisten dieser Zeit.

## Werke (Auswahl)
- Vokalmusik
  - Kantate Fletus et spes (1905)
  - Kantate Omaggio alla regina (1905)
  - Cantica Sion (1908)
  - Hymnus Inno al pontefice (Pius X. gewidmet, 1935)
  - 27 Messen, Motetten, Psalmen und 2 Requiem
- Instrumentalmusik
  - 7 corali für Orgel op. 29 (1898)
  - Fantasie op. 31,
  - Preludio romantico op. 39 Nr. 1[1]
  - Prelude gothique op. 40 Nr. 1; Chanson nordique op. 40 Nr. 2
  - 6 Konzertstücke für Orgel op. 50 (1900)
  - Tema e variazioni für Orgel (1901)
  - 6 Pieces op. 77 (Offertorio, Meditazione, Adorazione, Offertorio-Pastorale, Comunione, Trio) für Orgel[2]
  - 100 studi e esercizi für Orgel op. 94 (1908)
  - 4 Pezzi op. 112
  - Mystica, Suite mit 3 Konzertstücken für Orgel op. 113
  - Andante op. 117 Nr. 1, Contemplazione op. 117 Nr. 3 (beides für Violine und Orgel),
  - Klaviertrio, Ouvertüre, Sonaten, Streichquartette (für Orgel, Klavier, Harmonium bzw. Kontrabass)
- Verschiedene Lehrwerke

Ravanello's Werke sind hauptsächlich bei den Verlagen Bertarelli, Carisch, Ricordi (Mailand) und Zanibon (Padua) erschienen.